# Блус Къмпани
Blues Company (на немски: Die Blues Company) е немска блус група от Оснабрюк. Групата има издадени над 20 записа от музикалния лейбъл Inakustik. С Frankfurt City Blues Band, Pee Wee Blues Gang и групата The Third Ear тя е един от пионерите на блуса в Германия.

## История на групата
Групата е основана през 1976 г. от Тодор „Тошо“ Тодорович и Кристиан Раненберг като Блус групата на Кристиан Раненберг (на немски: Christian Rannenbergs Bluesband) и малко след това е преименувана на Blues Company. Изнесла е над 3000 концерта в цяла Европа.
В началото групата свири като подгряваща на блус музикантите, доведени в Европа от организатора Ролф Шуберт. Първата им издадена песен е Live през 1980 г. Оттогава са издадени множество записи, които превръщат групата в най-дълго просъществувалата и най-успешна немска блус група.
Към 2016 г. членове на Blues Company са: основателят на групата Тодор „Тошо“ Тодорович, който пее и свири на китара; Майк Титре, с групата от 1980 г., може да бъде чут и като певец и китарист, като от време на време свири на хармоника; Арнолд Огродник свири на клавишни и бас от май 2008 г.; Флориан Шаубе е барабанист на групата от 2000 г.; Fabulous BC Horns отговаря за духовите инструменти от 1999 г., в момента се състои от Уве Нолоп – тромпет, и Фолкер Уинк – саксофон.

## Състав на групата

### Първоначален състав на групата
- Тошо Тодорович (Todor „Toscho“ Todorovic) – китара, вокал
- Кристиан Раненберг (Christian Rannenberg) – пиано
- Михаел Мюлер (Michael Müller) – бас китара
- Франц „Шолли“ Кнолльмайер (Franz „Scholli“ Knollmeyer) – ударни

### Актуален състав на групата
- Тошо Тодорович (Todor „Toscho“ Todorovic) – китара, вокал
- Майк Титре (Mike Titré) – китара, устна хармоника
- Арнольд Огродник (Arnold Ogrodnik) – бас китара
- Флориан Шаубе (Florian Schaube) – ударни
- Уве Нолопп (Uwe Nolopp) – тромпет
- Фолькер Винк (Volker Winck) – саксофон

## Дискография
| So What?                                                    | CD (1987)                                |
| Live ’89                                                    | CD (1990)                                |
| Damn! let’s Jam                                             | (1991)                                   |
| Public Relation                                             | CD (1993)                                |
| Made in Germany-Live                                        | CD, с Джони Харстман (1994)              |
| Vintage                                                     | CD (DE: Gold (German Jazz Award)) (1995) |
| Blues, Ballads and Assorted Love Songs                      | Best Of…CD (1997)                        |
| Invitation to the Blues                                     | CD (2000)                                |
| Two Nights Only                                             | CD (2001)                                |
| Then and Now                                                | SACD (2002)                              |
| From Daybreak to Heartbreak                                 | Hybrid-SACD (2003)                       |
| Keepin’ The Blues Alive                                     | CD (2004)                                |
| The Quiet Side of…                                          | CD (2006)                                |
| Hot & Ready to Serve                                        | CD (2007)                                |
| More Blues Ballads and Assorted Love Songs                  | Best of…; CD (2008)                      |
| O’ Town Grooves                                             | CD (2010)                                |
| X-Ray Blues                                                 | CD (2013)                                |
| Ain’t Nothing But ... The Blues Company                     | CD + DVD (2015)                          |
| Old, New, Borrowed But Blues: 40 Years On The Blues Highway | (2016)                                   |
| Limited Jubilee Edition                                     | 5er CD (2017)                            |
| Ain’t Givin’ Up                                             | CD (2019)                                |
| Take The Stage                                              | CD (2020)                                |

| Live                                       | (1980) |
| Ich hab’ den Blues schon ’n bißchen länger | (1982) |
| The Third Step                             | (1986) |
| Captain Bill’s Blues Circus                | (1987) |
| International Blues Family                 | (1987) |

| Live                          | (1986) |
| Upfront                       | (1999) |
| Keepin´The Blues Alive        | (2004) |
| B & W Rhythm & Blues Festival | (2004) |